# Vadzim Straltsou
Vadzim Mikalayevich Straltsou –en bielorruso, Вадзім Мікалаевіч Стральцоў– (Maguilov, URSS, 30 de abril de 1986) es un deportista bielorruso que compite en halterofilia.
Participó en dos Juegos Olímpicos de Verano, en los años 2008 y 2016, obteniendo una medalla de plata en Río de Janeiro 2016, en la categoría de 94 kg.
Ganó tres medallas en el Campeonato Mundial de Halterofilia entre los años 2007 y 2015, y dos medallas de bronce en el Campeonato Europeo de Halterofilia, en los años 2007 y 2019.

## Palmarés internacional
| Juegos Olímpicos   | Juegos Olímpicos         | Juegos Olímpicos  | Juegos Olímpicos |
| Año                | Lugar                    | Medalla           | Categoría        |
| ------------------ | ------------------------ | ----------------- | ---------------- |
| 2016               | Río de Janeiro (Brasil)  | Medalla de plata  | 94 kg            |
| Campeonato Mundial |                          |                   |                  |
| Año                | Lugar                    | Medalla           | Categoría        |
| 2007               | Chiang Mai (Tailandia)   | Medalla de bronce | 85 kg            |
| 2014               | Almaty (Kazajistán)      | Medalla de bronce | 94 kg            |
| 2015               | Houston (Estados Unidos) | Medalla de oro    | 94 kg            |
| Campeonato Europeo |                          |                   |                  |
| Año                | Lugar                    | Medalla           | Categoría        |
| 2007               | Estrasburgo (Francia)    | Medalla de bronce | 85 kg            |
| 2019               | Batumi (Georgia)         | Medalla de bronce | 102 kg           |